# Karl Sigmund von Hohenwart
Karl Sigmund hrabě von Hohenwart (německy Karl Sigmund Georg Franz Anton Graf von Hohenwart zu Gerlachstein) (12. února 1824 Vídeň – 26. dubna 1899 Vídeň), byl rakousko-uherský, respektive předlitavský státní úředník a politik, v roce 1871 předseda vlády Předlitavska (vláda Karla von Hohenwarta) a ministr vnitra Předlitavska.

## Biografie

### Mládí a kariéra státního úředníka

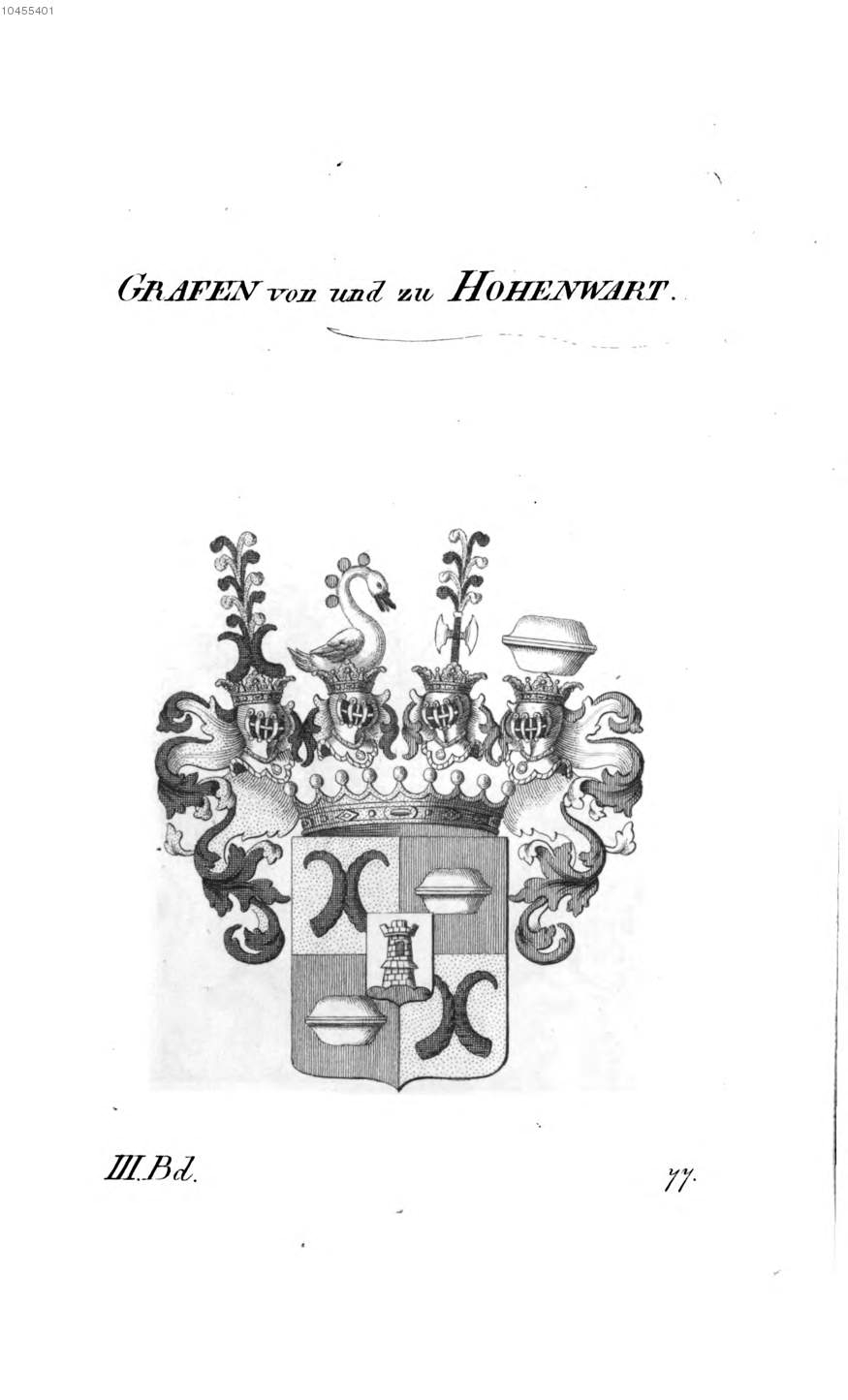
Erb rodu Hohenwartů

Pocházel ze staré šlechtické rodiny povýšené v roce 1767 do hraběcího stavu. Narodil se jako jediný syn hraběte Andrease Hohenwarta (1794–1881) a jeho první manželky Terezie von Dachauer (1794–1856). Vystudoval Theresianum a nastoupil do státních služeb. V roce 1848 byl zvolen do celoněmeckého Frankfurtského parlamentu. Do roku 1854 působil v Kraňsku, od roku 1855 pracoval na ministerstvu vnitra. V letech 1856–1860 byl civilním guvernérem v Rijece. Roku 1862 byl jmenován vedoucím oddělení na místodržitelství v tyrolském Trentu. Ještě roku 1862 se stal zemským hejtmanem Kraňska. V roce 1867 byl jmenován zemským prezidentem (místodržícím) v Korutanech, odkud roku 1868 přešel na post místodržícího Horních Rakous. V této době, kdy vrcholily vnitropolitické otřesy vyvolané zejména státoprávními ambicemi Čechů, ho císař František Josef I. pověřil vypracováním memoranda ohledně možného řešení této situace.

### Předsedou vlády a jednání o Fundamentálních článcích
5. února 1871 se stal předsedou vlády Předlitavska (vláda Karla von Hohenwarta). Kromě toho v ní obsadil i post ministra vnitra Předlitavska. V čele vlády setrval do 26. října 1871. Jeho jmenování předsedou vlády bylo nečekané a kabinet byl dokonce nazván masopustní vládou. V kabinetu usedli někteří konzervativní šlechtici a také dva Češi.
Jako ministerský předseda byl zastáncem větších práv historických zemí a jejich zákonodárných sborů (zemské sněmy) a svou vládu chtěl založit na federalistických silách. Provedl opatření k autonomnímu statutu pro Halič a rozběhl již v únoru zásadní jednání o státoprávním postavení českých zemí (jeho hlavními vyjednávacími partnery na české straně byli Jindřich Jaroslav Clam-Martinic a František Ladislav Rieger). Produktem jednání, které skončilo v srpnu 1871, byly takzvané Fundamentální články, které měly vést k českému vyrovnání, tedy k ukončení české opozice proti ústavnímu systému Předlitavska prostřednictvím posílení pozice českých zemí jako částečně autonomní jednotky v rámci monarchie. Jednání o fundamentálních článcích podporovala část české historické šlechty i další konzervativní síly v alpských zemích. Odpor proti nim se ale zvedl mezi německorakouskými liberály, českými Němci a nesouhlasili ani politici Uherska. Nakonec nebyly Fundamentální články realizovány a Hohenwart proto ještě před koncem roku 1871 opustil svůj úřad.

### Parlamentním předákem pravice
V následném období se nejprve stáhl z vrcholné politiky. Již ve volbách roku 1873 získal i mandát v Říšské radě (celostátní zákonodárný sbor), kde reprezentoval kurii venkovských obcí, obvod Kranj, Kamnik, Radovljica atd. (v dnešním Slovinsku). Mandát ve vídeňském parlamentu obhájil za stejný obvod i ve volbách roku 1879. Ve volbách roku 1885 sem byl zvolen za kurii městskou a obchodních a živnostenských komor v Lublani. Ve volbách roku 1891 opět za kurii venkovských obcí, Kranj, Kamnik atd.
Na Říšské radě se od počátku profiloval jako jeden z předáků konzervativní pravice (Strana práva). Do jejího poslaneckého klubu na Říšské radě usedli v roce 1873 i moravští Češi (čeští politici z Čech tehdy ještě setrvávali v pasivní opozici a mandáty ve vídeňském parlamentu nepřevzali). V letech 1879–1891 byl pak předsedou parlamentního klubu pravice (Hohenwartův klub), který byl jednou z opor vlády Eduarda Taaffeho a který byl tehdy dlouho spojencem českých politiků a dohromady vytvářel takzvaný železný kruh pravice. Nadále byl stoupencem federativního pojetí rakouského státu.
V roce 1885 byl jmenován prezidentem Nejvyššího účetního dvora a byl jím až do roku 1899. V té době již jeho politická kariéra ovšem odeznívala. Roku 1895 se jeho konzervativní poslanecká frakce částečně rozpadla a v roce 1897 přestal být poslancem Říšské rady. Krátce poté byl jmenován doživotním členem Panské sněmovny.
Zemřel v dubnu 1899 ve věku pětasedmdesáti let. Je pohřben na hřbitově ve vídeňské městské části Hütteldorf.

## Tituly a ocenění
Po otci byl uživatelem čestné hodnosti dědičného nejvyššího stolníka v Kraňsku, která rodině náležela od 15. století. Jako člen vlády byl v roce 1871 jmenován c. k. tajným radou s nárokem na oslovení Excelence. Během působení ve státních službách obdržel Řád železné koruny I. třídy a velkokříž Leopoldova řádu. V zahraničí byl komandérem italského Řád sv. Mořice a Lazara a papežského Řádu Pia IX. a nositelem japonského Řádu posvátného pokladu. Ve funkci předsedy vlády obdržel mimo jiné čestné občanství v Pardubicích, Hořicích, Chrudimi, Domažlicích nebo v Boskovicích.

## Rodina
V roce 1846 se v Lublani oženil s Luisou von Weingarten (1823–1902), dcerou barona Josefa Weingartena (1786–1855), dlouholetého místodržitele v Ilyrském království. Z jejich manželství se narodilo deset potomků, z nichž šest zemřelo v dětském věku. Nejstarší syn Hugo (1849–1905) sloužil v armádě jako rytmistr, další syn Gilbert (1854–1931) byl diplomatem a nakonec rakousko-uherským vyslancem v Portugalsku, nejmladší ze synů Rudolf (1855–1940) sloužil u c. k. námořnictva a dosáhl hodnosti fregatního kapitána. Dcera Marie Terezie (1858–1939) byla manželkou hraběte Maxmiliána Seilern-Aspanga (1845–1889), který také působil v diplomacii a zemřel v Haagu.
Karlova sestra Marie (1822–1895) se provdala za barona Josefa von Eichhoffa (1822–1897), dlouholetého poslance říšské rady a majitele velkostatku Rokytnice na Moravě. 